# 諾爾辛迪沙達爾烏帕齊拉
諾爾辛迪沙達爾乌帕齐拉是孟加拉国諾爾辛迪縣的一个乌帕齐拉，位於達卡专区的諾爾辛迪縣。。

## 人口
據1991年孟加拉國人口普查，諾爾辛迪沙達爾共有戶數81,780戶，人口451335人。其中男性佔比52.61%，女性佔比47.39%；成年人口226,885人。該地7歲以上人口之平均識字率為31.0%，低於全國平均值（32.4%）。